# Fibes
El Palacio de Congresos y Exposiciones de Sevilla, también conocido como Fibes, es un espacio arquitectónico situado en el barrio de Sevilla Este, en la comunidad autónoma de Andalucía, España. Se encuentra a 5 km del casco histórico de la ciudad, a 3 km del Aeropuerto de San Pablo y a 3 km de la Estación de Santa Justa. Fue diseñado por el arquitecto Álvaro Navarro Jiménez. Quedó inaugurado en 1989.

## Historia
El acrónimo Fibes significa Feria Iberoamericana de Sevilla. En el año 1929 tuvo lugar en Sevilla la Exposición Iberoamericana, como una exposición de productos, arte, cultura e historia iberoamericana. En 1961 se celebró la I Feria Oficial de Muestras Iberoamericana de Sevilla, que se iría celebrando anualmente. Estos encuentros de muestras se venían celebrando en los jardines del entorno del Teatro Lope de Vega, hasta que en los años 80 se decidió ubicar las ferias de muestras en un lugar con unas instalaciones adecuadas. La sociedad Fibes se trasladó a sus nuevas instalaciones, inauguradas en 1989, en el Distrito Este-Alcosa-Torreblanca. El Palacio de Congresos se hizo como un edificio de ladrillo con una gran cúpula del que manan tres grandes naves de 7200 m² cada una, además del edificio central (cúpula). La sociedad Feria Iberoamerica de Sevilla se disolvió en 2013 pero Fibes siguió siendo el nombre comercial del Palacio de Exposiciones y Congresos.
En septiembre de 2012 se inauguró una ampliación del palacio, constituido por 3 módulos y donde se encuentra un segundo auditorio con capacidad para más de 3.150 personas, un aparcamiento de 900 plazas y nuevas salas para albergar congresos, el arquitecto encargado del proyecto fue Guillermo Vázquez Consuegra. Las obras se iniciaron en 2008 y tuvieron un coste de 120 millones de euros, a cargo casi en su totalidad del Ayuntamiento, con 16,8 millones subvencionados por la Junta de Andalucía y 2,5 millones de euros aportados por la Diputación Provincial. Se preveía su inauguración en mayo de 2011, aunque en el resto del espacio se continuó igualmente con exposiciones.

## Eventos
En sus instalaciones se celebró la cumbre de los mandatarios de la Unión Europea en junio de 2002 y la cumbre de ministros de Defensa la OTAN de 2007. En 2010 se celebró una reunión de ministros de Energía y Medio Ambiente de la Unión Europea.
También se han celebrado mítines de distintos partidos políticos.
Desde 2012 se celebra anualmente, entre noviembre y diciembre, el Mangafest, un encuentro entre aficionados del manga, anime, videojuegos y cultura asiática en general. Es el festival de videojuegos y cultura asiática más importante del sur de España.
Entre otros eventos destacados, en estas instalaciones se celebra el Salón Internacional de Moda Flamenca (Simof) y el Salón del Internacional del Caballo (Sicab).
El 25 de enero de 2019 se celebró en el auditorio la entrega de los Premios Goya, de la Academia de las Artes y las Ciencias Cinematográficas de España. Evento que se repetiría el 11 de febrero del 2023.
El 2019 fue un año con varios eventos relevantes: en abril fue la sede de una cumbre mundial del Consejo Mundial del Viaje y el Turismo, a la que asistió el expresidente Barack Obama; el 3 de mayo actuó en el auditorio el cantante Bob Dylan; y el 3 de noviembre fue sede de los MTV Europe Music Awards 2019.
El 25 de noviembre de 2020 y el 10 de noviembre de 2021 fue sede de la Tourism Innovation Summit.
El 10 y el 11 de junio de 2023 volvió a actuar en su auditorio Bob Dylan.
El 16 de noviembre del 2023 se celebrará la 24.ª entrega anual de los Premios Grammy Latinos, siendo la primera vez que se celebren fuera de los Estados Unidos.

## Descripción

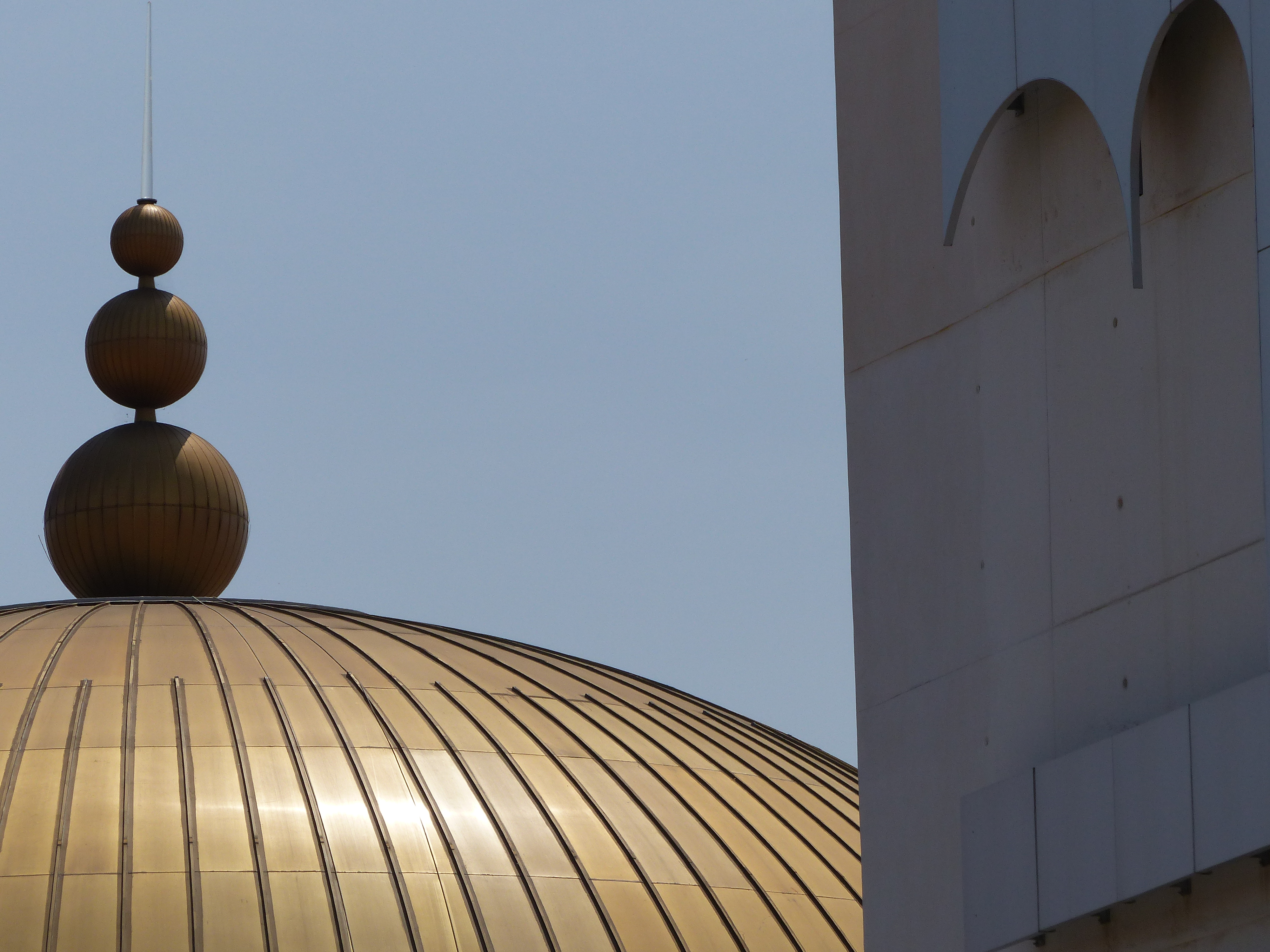
Remate de la cúpula dorada.

El Palacio de Congresos y Exposiciones de Sevilla cuenta con dos espacios diferentes conectados: FIBES I y FIBES II. Se trata de dos ofertas distintas en cuanto a estilo y función pero unidas por una enorme pasarela expositiva que permite el uso de ambos espacios como un único recinto. Su extensión total es de 50.000 m². 
FIBES I cuenta con tres pabellones de 7200 m² cada uno, dos zonas exteriores de 13 000 m² cada una y una explanada exterior de 2.000 m² frente a la entrada principal del Palacio de Congresos. 
FIBES II lo componen 3 módulos conectados con diferentes salas multiusos y un auditorio, con capacidad para más de 3150 personas, y 620 m² de escenario. Permite además su división y su uso como 2 o 3 auditorios diferentes de manera simultánea. 
Dispone de un aparcamiento con capacidad para 900 plazas que posee un túnel que permite que todas las plazas de aparcamiento tengan luz natural.
Se puede acceder al Palacio de Congresos con las líneas B4 y 27 de TUSSAM y con la estación de RENFE de Cercanías, parada Palacio de Congresos.

## Galería

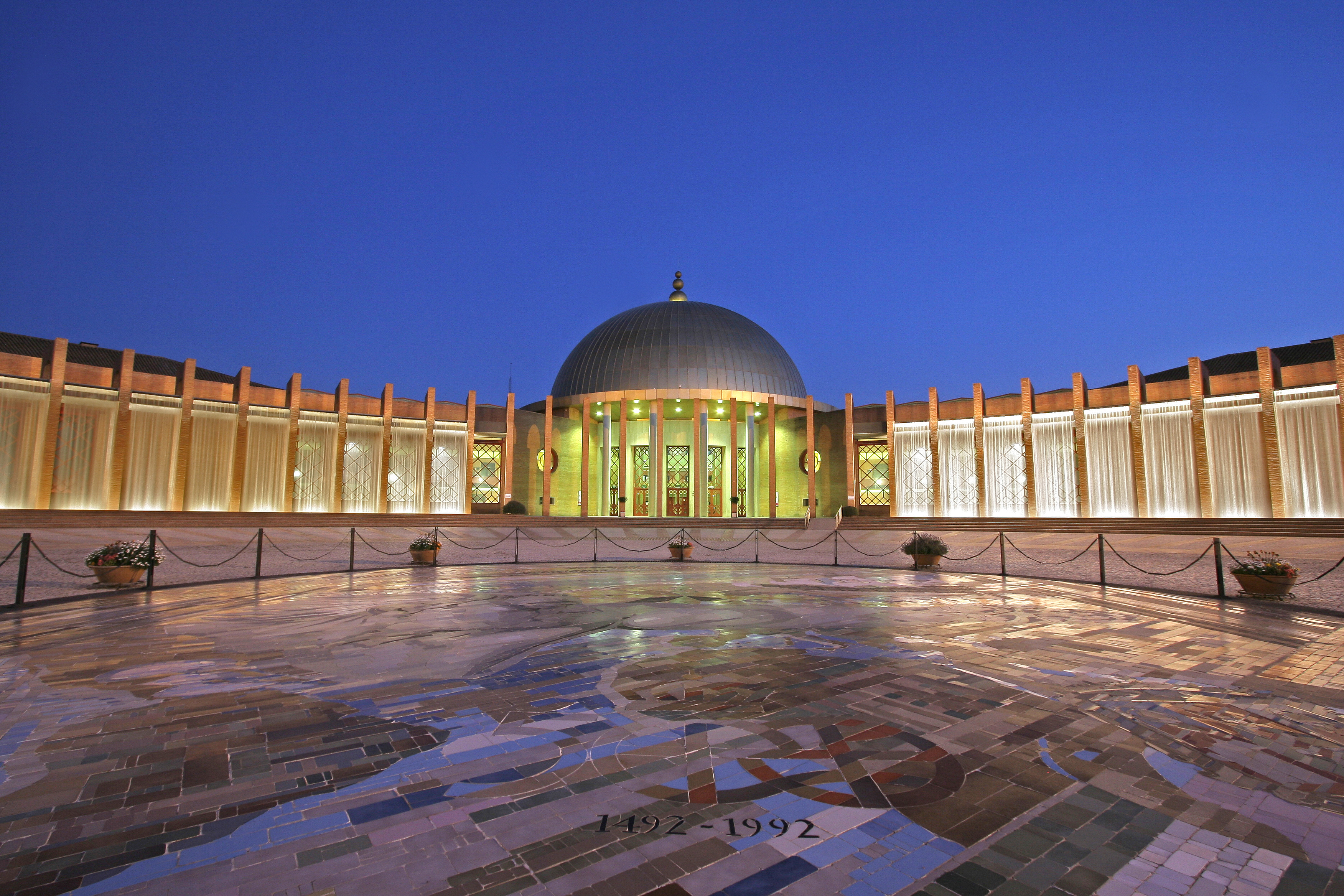
Exterior de Fibes
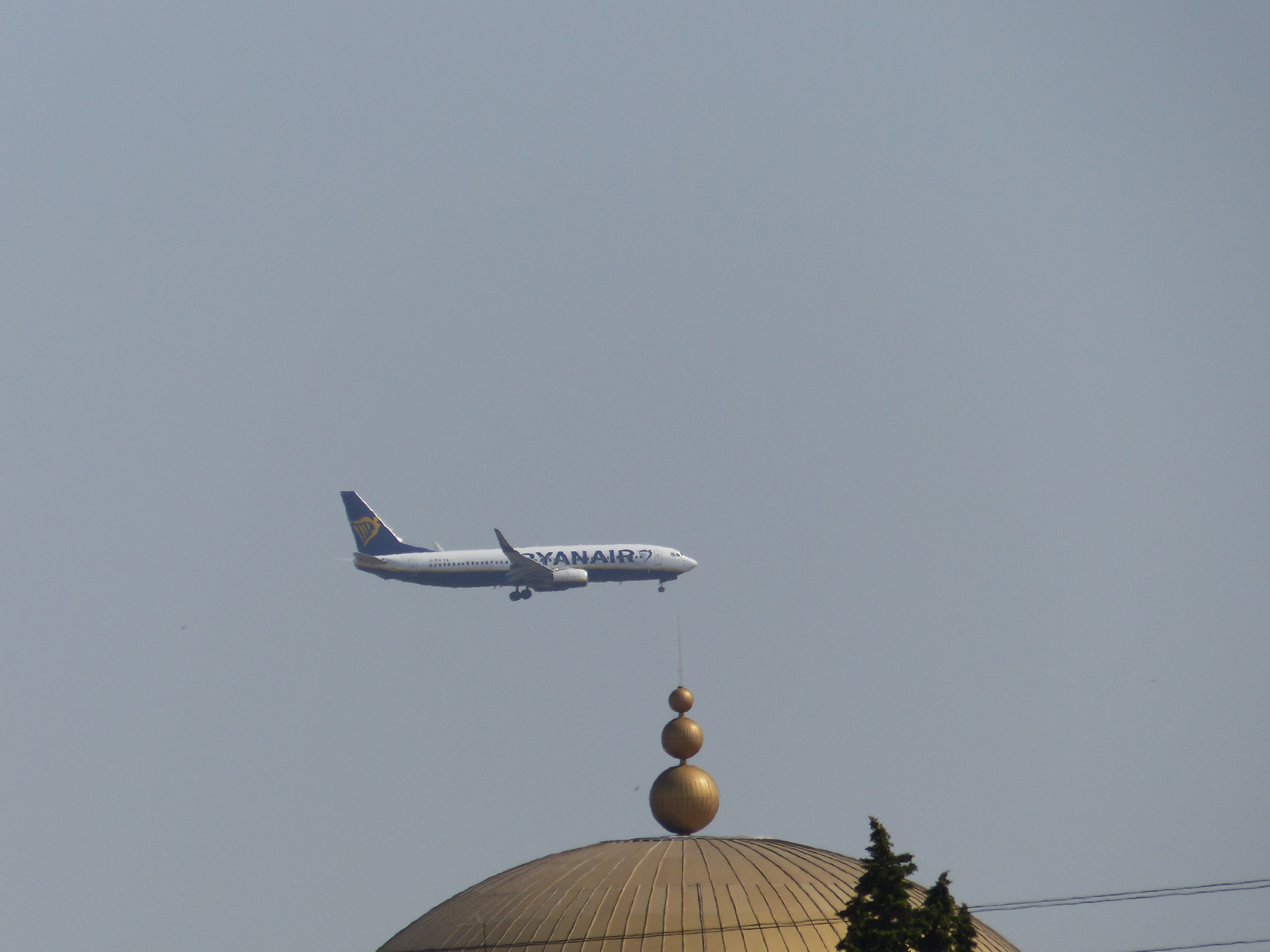
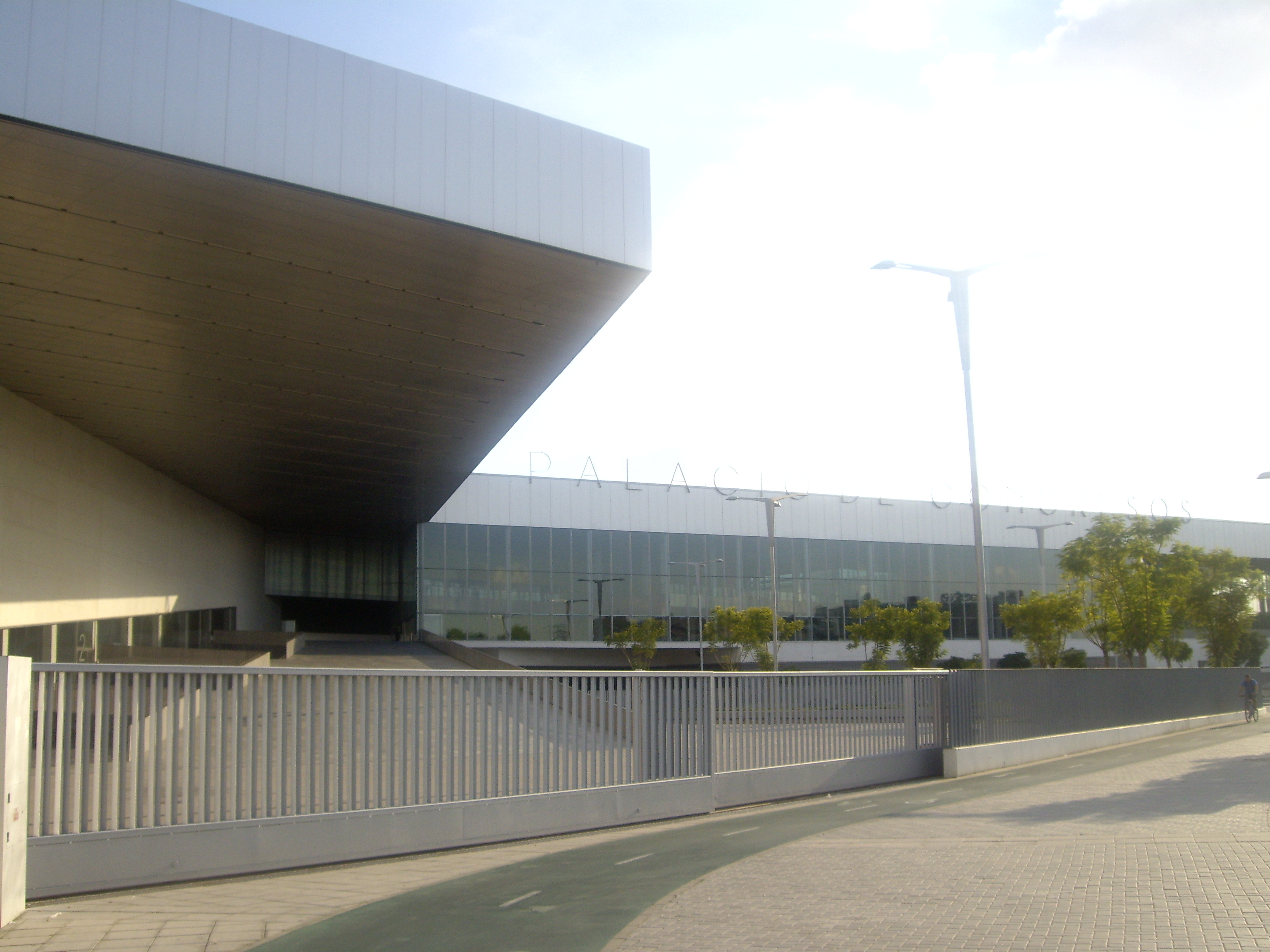
Exterior de la ampliación de Fibes de 2012 de Guillermo Vázquez Consuegra.
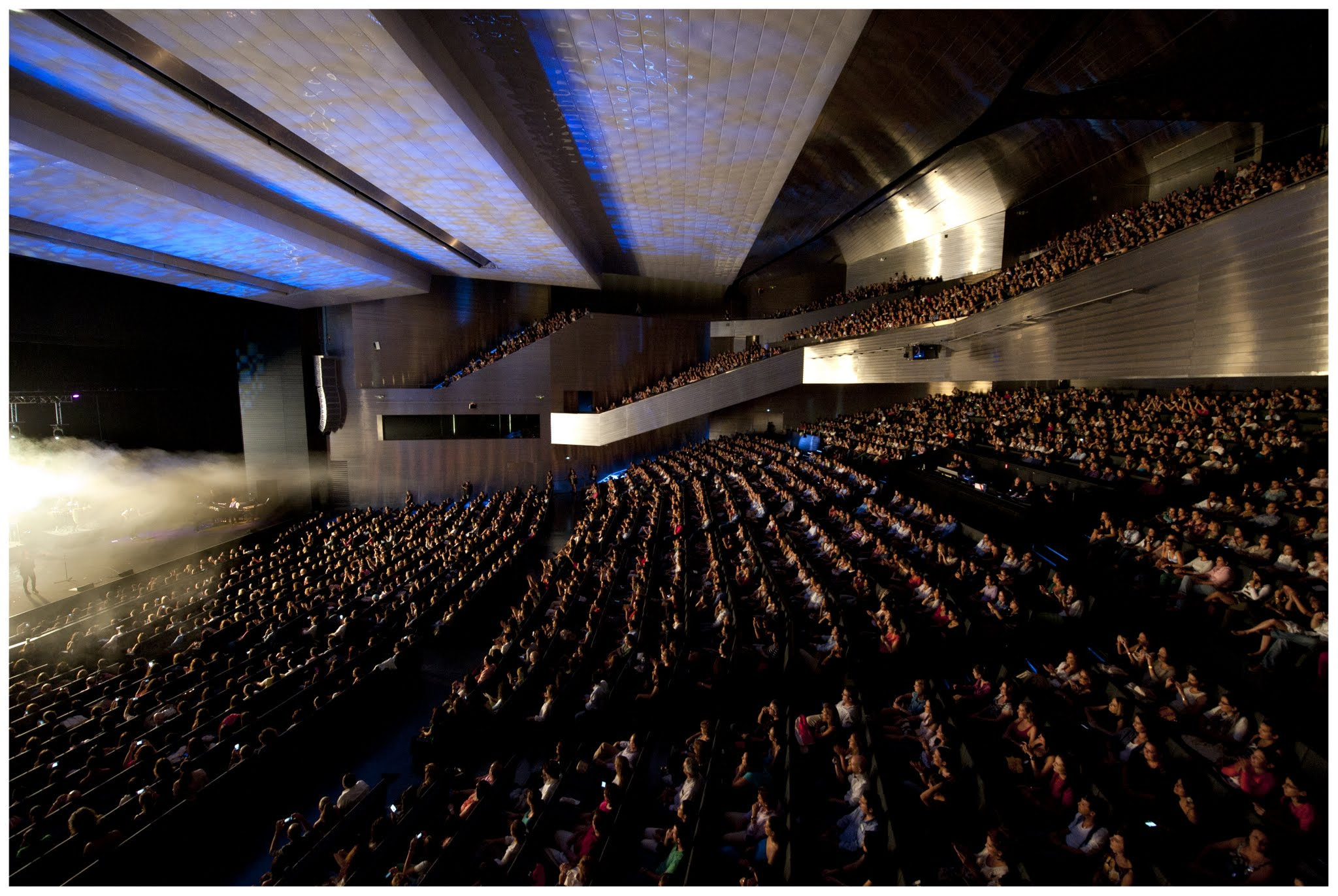
Auditorio de Fibes
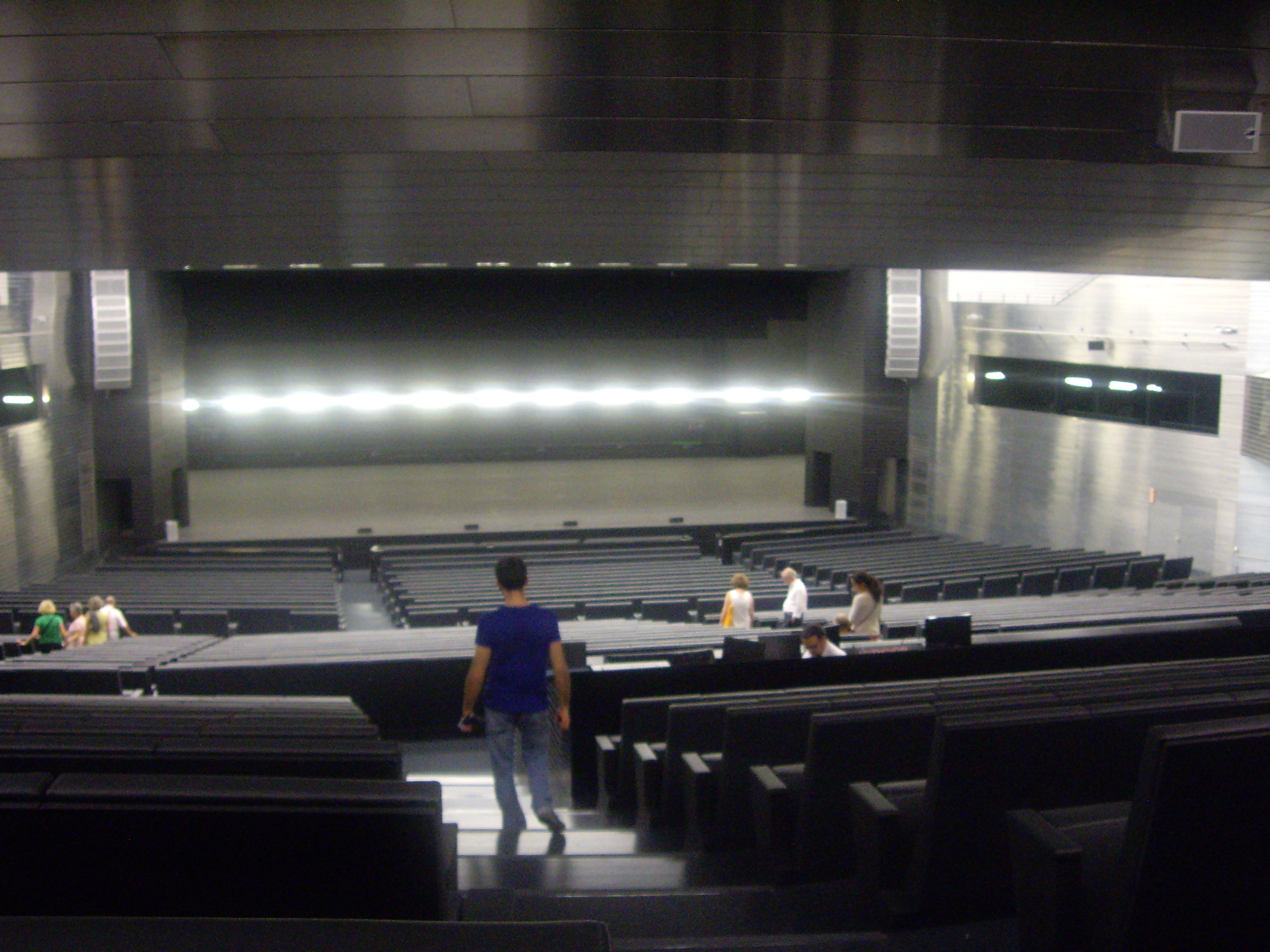
Panorámica del auditorio de Fibes.
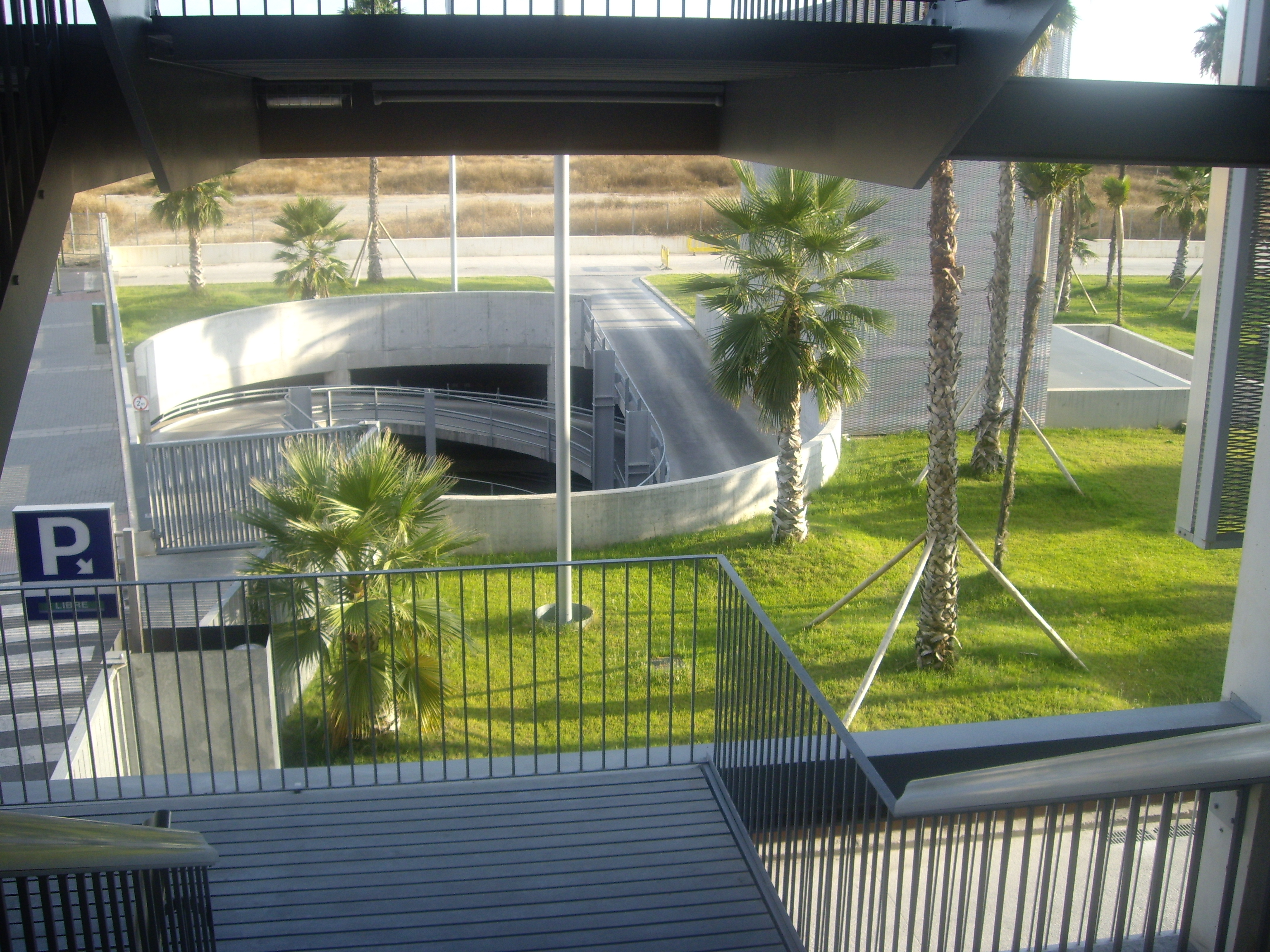
Entrada al aparcamiento del Palacio de Congresos de Sevilla.
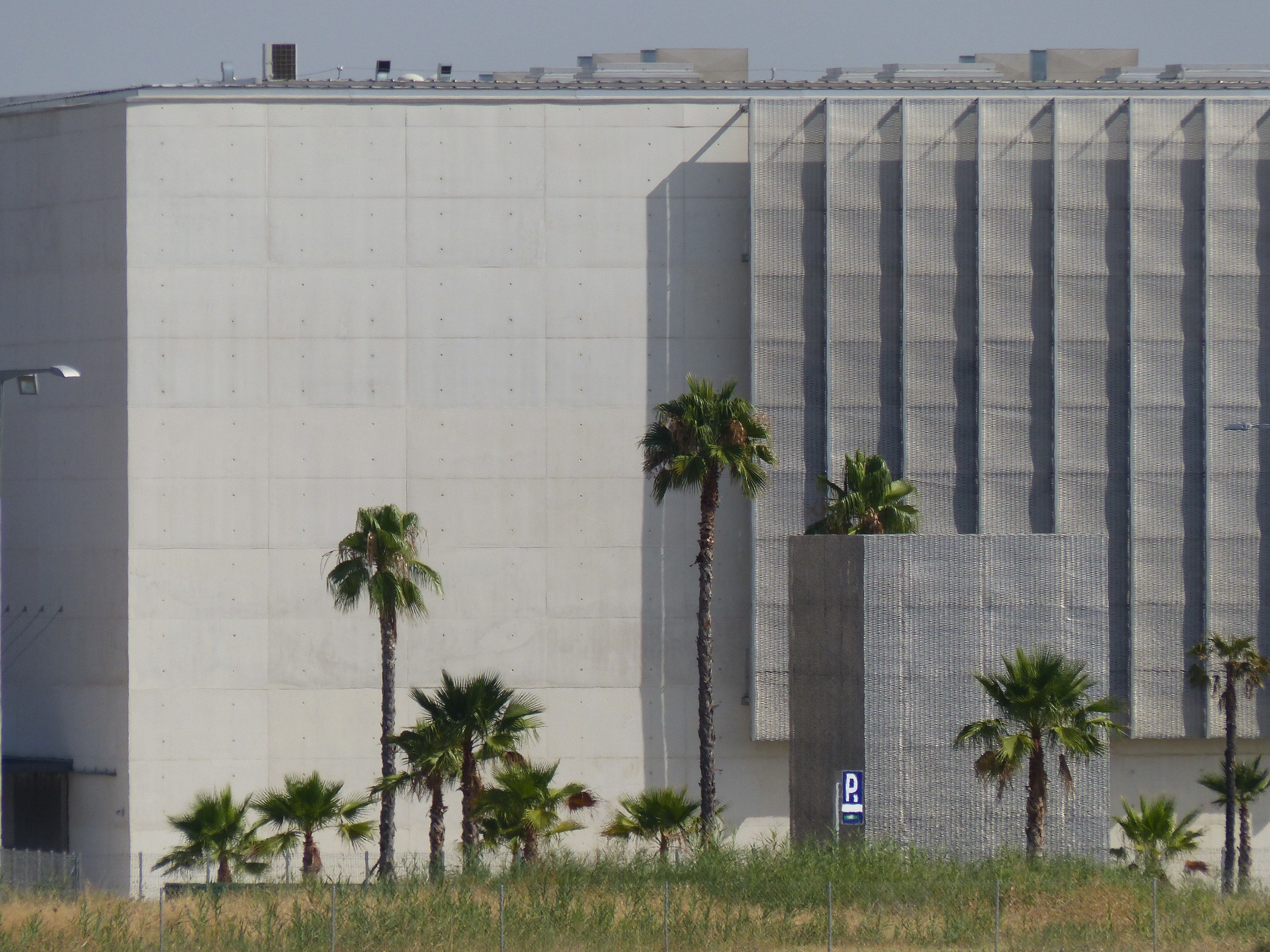